# Barton (Lancashire)
Barton is een civil parish in het bestuurlijke gebied Preston, in het Engelse graafschap Lancashire met 1150 inwoners.